# Manchester (Géorgie)
Pour les articles homonymes, voir Manchester (homonymie).
La ville de Manchester est située dans les comtés de Talbot et Meriwether, dans l’État de Géorgie, aux États-Unis. Sa population s’élevait à 4 230 habitants lors du recensement de 2010, estimée à 4 061 habitants en 2016.

## Démographie
| 1910 | 1920  | 1930  | 1940  | 1950  | 1960  |
| ---- | ----- | ----- | ----- | ----- | ----- |
| 922  | 2 776 | 3 745 | 3 462 | 4 036 | 4 115 |

| 1970  | 1980  | 1990  | 2000  | 2010  | - |
| ----- | ----- | ----- | ----- | ----- | - |
| 4 779 | 4 796 | 4 104 | 3 988 | 4 230 | - |

## Source
- (en) Cet article est partiellement ou en totalité issu de l’article de Wikipédia en anglais intitulé « Manchester, Georgia » (voir la liste des auteurs).